# Nim zajdzie słońce
Nim zajdzie słońce – utwór muzyczny Smolastego i Dody wydany w 2023. Muzykę do utworu stworzyli i wyprodukowali Filip Pobocha i Wiktor Wójcik.
Singel przez cztery tygodnie znajdował się na pierwszym miejscu list Billboard Poland Songs oraz OLiS: single w streamie, a także przez sześć tygodni był numerem jeden oficjalnej listy airplay OLiA, stając się pierwszym polskim utworem, który znalazł się na szczycie wszystkich trzech zestawień.
31 grudnia 2023 utwór został wykonany podczas Sylwestrowej Mocy Przebojów emitowanej na antenie stacji Polsat w Chorzowie. 24 maja 2024 singel został zaprezentowany telewidzom stacji Polsat podczas Polsat Hit Festiwal 2024. 31 grudnia 2024 utwór został zaprezentowany podczas Sylwestrowej Mocy Przebojów organizowanej w Toruniu i emitowanej na antenie stacji Polsat.

## Teledysk
Do utworu powstał teledysk w reżyserii Piotra Zajączkowskiego. Materiał wideo udostępniono 10 sierpnia 2023 za pośrednictwem serwisu YouTube. Wideoklip w ciągu 24 godzin po premierze zyskał ponad dwa miliony wyświetleń, a po dwóch dniach – ponad cztery miliony wyświetleń.
Wideo znalazło się na pierwszym miejscu na liście najczęściej odtwarzanych teledysków w serwisie YouTube.

## Występy telewizyjne z utworem

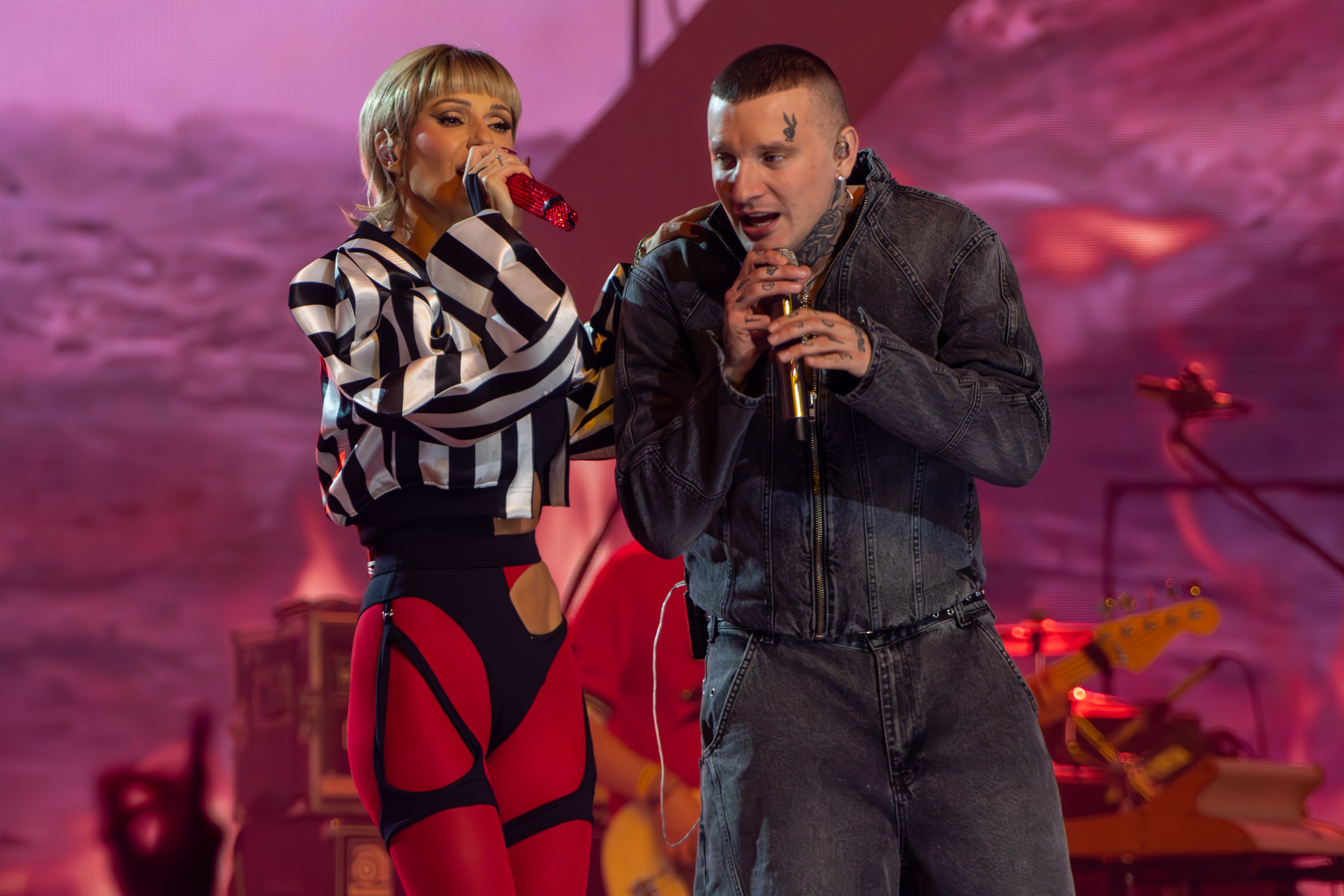
Doda i Smolasty podczas wykonania utworu na gali Fryderyków 2024

| Koncert/gala                    | Data             | Transmisja telewizyjna | Źródło |
| ------------------------------- | ---------------- | ---------------------- | ------ |
| Doda. Dream show - Aquaria Tour | 3 listopada 2023 | Polsat                 | [ 14 ] |
| Sylwestrowa Moc Przebojów 2023  | 31 grudnia 2023  | Polsat                 | [ 15 ] |
| Fryderyki 2024                  | 22 marca 2024    | TVN                    | [ 16 ] |
| Polsat Hit Festiwal 2024        | 24 maja 2024     | Polsat                 | [ 17 ] |
| Lato z radiem                   | 13 lipca 2024    | TVP2                   | [ 18 ] |
| Magiczne Zakończenie Wakacji    | 24 sierpnia 2024 | Polsat                 | [ 19 ] |
| Roztańczony PGE Narodowy        | 28 września 2024 | Polsat                 | [ 20 ] |
| Sylwestrowa Moc Przebojów 2024  | 31 grudnia 2024  | Polsat                 | [ 21 ] |
| Tysiąclecie Korony Polskiej     | 27 kwietnia 2025 | TVP1                   | [ 22 ] |
| Polsat Hit Festiwal 2025        | 23 maja 2025     | Polsat                 | [ 23 ] |

## Notowania

### Pozycje na listach sprzedaży
| Kraj   | Lista                    | Najwyższa pozycja | Źr.    |
| ------ | ------------------------ | ----------------- | ------ |
| Polska | Billboard Poland Songs   | 1                 | [ 24 ] |
| Polska | OLiS – single w streamie | 1                 | [ 25 ] |

### Pozycje na listach airplay
| Kraj   | Lista                          | Najwyższa pozycja | Źr.   |
| ------ | ------------------------------ | ----------------- | ----- |
| Polska | OLiA – oficjalna lista airplay | 1                 | [ 5 ] |

### Listy przebojów
Radio
| Notowanie                                                 | Najwyższa pozycja na liście | Źr.    |
| --------------------------------------------------------- | --------------------------- | ------ |
| Muzyczne Radio (HitPlaneta)                               | 1                           | [ 26 ] |
| Muzyczne Radio (Top30.PL)                                 | 1                           | [ 27 ] |
| Nasze Radio (HitFm)                                       | 1                           | [ 28 ] |
| Polskie Radio Katowice (Lista Przebojów)                  | 1                           | [ 29 ] |
| Polskie Radio Londyn (London Top 20)                      | 1                           | [ 30 ] |
| Polskie Radio Pomorza i Kujaw (Lista Przebojów Radia PiK) | 6                           | [ 31 ] |
| Radio Bielsko (Hit Lista)                                 | 1                           | [ 32 ] |
| Radio Centrum (Top 30)                                    | 1                           | [ 33 ] |
| Radio Eska (Gorąca 20)                                    | 1                           | [ 34 ] |
| Radio Express (Disco Lista)                               | 1                           | [ 35 ] |
| Radio FaMa (Balladowa Lista Przebojów)                    | 1                           | [ 36 ] |
| Radio FaMa (Radioaktywna Lista Przebojów)                 | 1                           | [ 37 ] |
| Radio Jard (Lista hop na top)                             | 1                           | [ 38 ] |
| Radio Park (Lista Przebojów)                              | 1                           | [ 39 ] |
| Radio Plus Legnica (Pluslista)                            | 1                           | [ 40 ] |
| Radio Sud (Lista Hitów)                                   | 1                           | [ 41 ] |
| Radio SuperNova (Super 13)                                | 1                           | [ 42 ] |
| Radio Via (Lista przebojów)                               | 1                           | [ 43 ] |
| Radio Victoria (ALTERlista)                               | 1                           | [ 44 ] |
| Radio Zachód (Mniej Więcej Lista)                         | 1                           | [ 45 ] |
| Radio Zet (Lista przebojów Radia Zet)                     | 1                           | [ 46 ] |
| RMF FM (Poplista)                                         | 1                           | [ 47 ] |
| RMF Maxxx (Hop Bęc)                                       | 1                           | [ 48 ] |
| Vox FM (Best Lista)                                       | 1                           | [ 49 ] |
| Trendy Radio (Trendy Lista)                               | 1                           | [ 50 ] |
| Weekend FM (Hit Port)                                     | 1                           | [ 51 ] |
| Wietrzne Radio (TOP 15)                                   | 2                           | [ 52 ] |

Telewizja
| Notowanie             | Najwyższa pozycja na liście | Źr.    |
| --------------------- | --------------------------- | ------ |
| 4fun.tv (Ulubiona 20) | 1                           | [ 53 ] |

## Nominacje i wyróżnienia
| Rok  | Konkurs              | Kategoria                | Rezultat   | Źr.    |
| ---- | -------------------- | ------------------------ | ---------- | ------ |
| 2023 | Plebiscyt RMF FM     | Przebój roku RMF FM 2023 | Wygrana    | [ 54 ] |
| 2023 | Plebiscyt Radia Eska | Gorąca 100               | 2. miejsce | [ 55 ] |
| 2023 | Plebiscyt 4fun.tv    | Ulubiona 100             | 4. miejsce | [ 56 ] |

## Certyfikaty i sprzedaż
| Kraj          | Certyfikat          | Sprzedaż |
| ------------- | ------------------- | -------- |
| Polska (ZPAV) | 3× diamentowa płyta | 750 000+ |